# Tadehagi robustum
Tadehagi robustum är en ärtväxtart som beskrevs av Leslie Pedley. Tadehagi robustum ingår i släktet Tadehagi och familjen ärtväxter. Inga underarter finns listade i Catalogue of Life.